# Kirche des Heiligen Nikolaus von Myra (Düsseldorf)

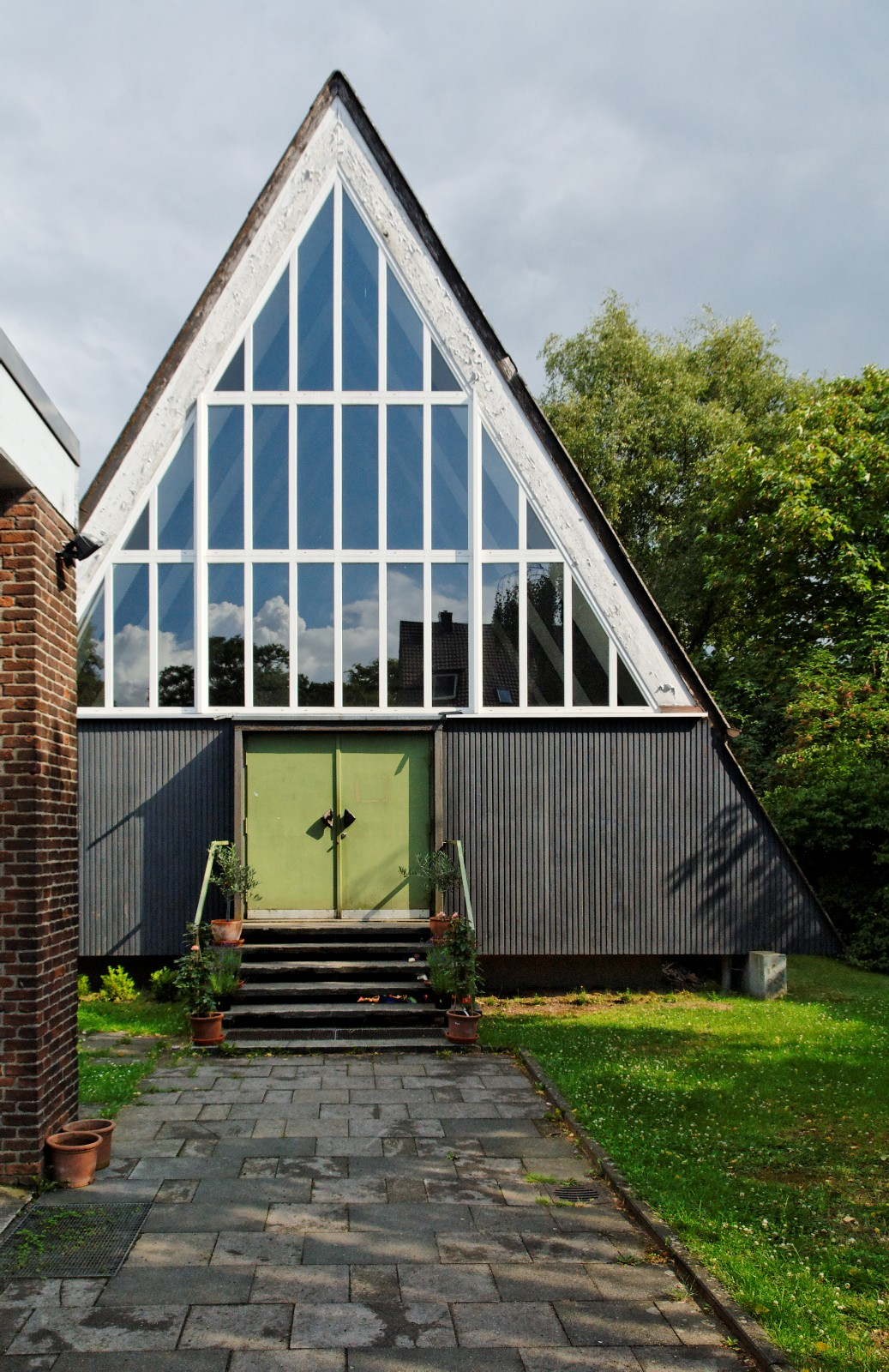
Kirche des Heiligen Nikolaus von Myra, Werstener Feld 65

Die Kirche des Heiligen Nikolaus von Myra war bis 2021 ein um 1960 erbautes Kirchengebäude in Düsseldorf-Wersten, das zusammen mit dem angrenzenden Gemeindezentrum seit 2008 von der Orthodoxen Parochie zu den heiligen Erzengeln genutzt wurde.

## Kirchengebäude
Das dem Patronat des Heiligen Nikolaus von Myra anvertraute orthodoxe Gotteshaus am Werstener Feld 65 wurde um 1960 vom Diakonischen Werk als Orthodoxes Zentrum für die Exil- und Diasporagemeinden gebaut und bis 2007 gemeinsam von den Gemeinden der Ukrainisch-, Rumänisch-, Serbisch- und Russisch-Orthodoxen Kirche genutzt. Anfang 2008 zog die Orthodoxen Parochie zu den heiligen Erzengeln in die Kirche und das Gemeindezentrum ein und nutzte sie seitdem als einzige orthodoxe Gemeinde. Im Kirchenraum befanden sich Werke der Künstlerin Hildegard Bienen. Ende 2021 wurde das schon länger als ursprünglich geplant genutzte Gebäude wegen statischer Bedenken abgerissen.

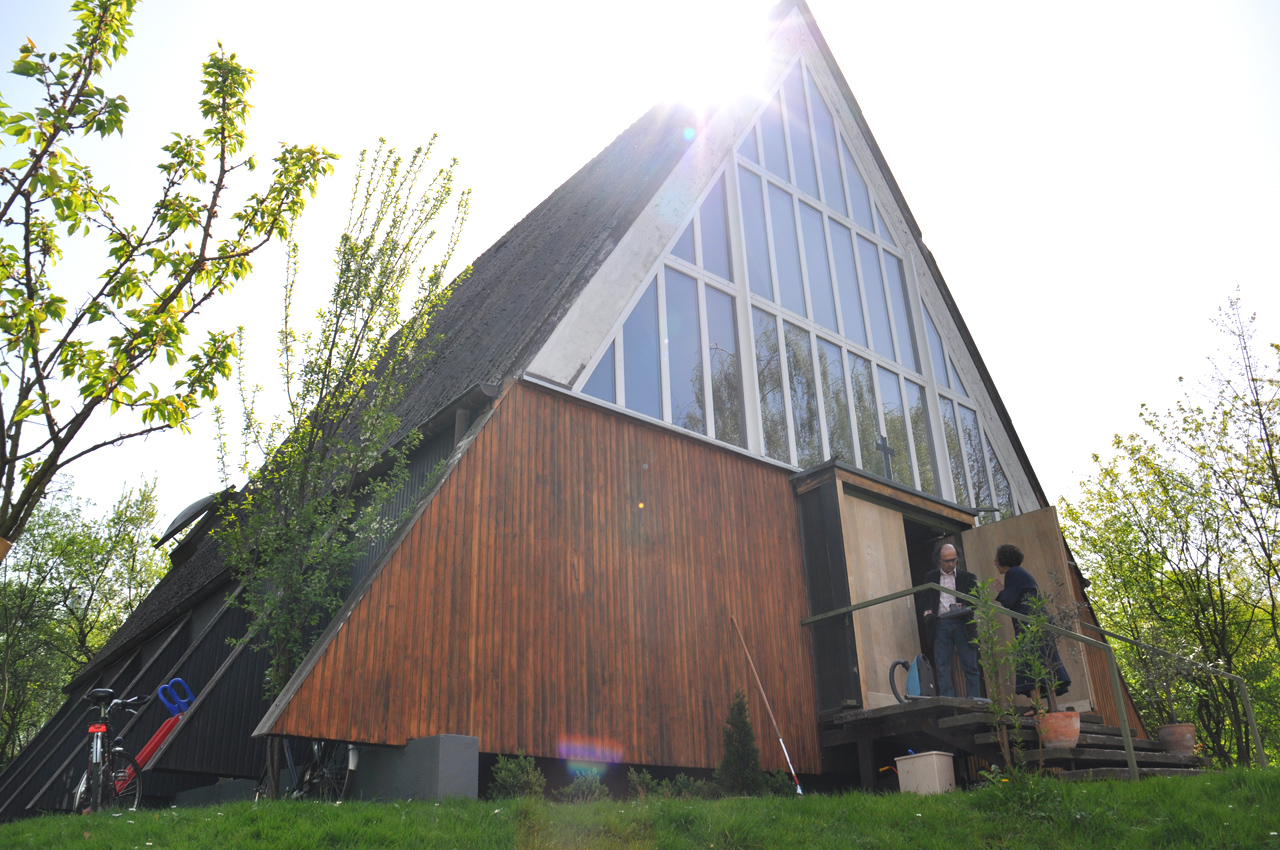
Kirche des hl. Nikolaus von Myra

## Kirchengemeinde
Die Orthodoxe Parochie zu den heiligen Erzengeln ist die einzige deutschsprachige und übernationale orthodoxe Kirchengemeinde in Nordrhein-Westfalen. Sie wurde 1958 von Erzpriester Sergius Heitz gegründet. Seit 1975 untersteht sie dem Erzbischof des Erzbistums der orthodoxen Gemeinden russischer Tradition in Westeuropa mit Sitz in Paris, der multinationalen westeuropäischen Diözese des Ökumenischen Patriarchats. Ein halbes Jahrhundert lang war die Jan-Wellem-Kapelle in Düsseldorf-Hamm das Gotteshaus der Gemeinde. Nach dem Abriss zog sie zunächst in ein leerstehendes Ladenlokal am Hellweg und schließlich in St. Theresia in Garath. In Übereinstimmung mit dem Selbstverständnis des Erzbistums versteht sich auch die Gemeinde der heiligen Erzengel als Ortskirche und dezidiert nicht als Exil- oder Nationalkirche.